# Frisiska

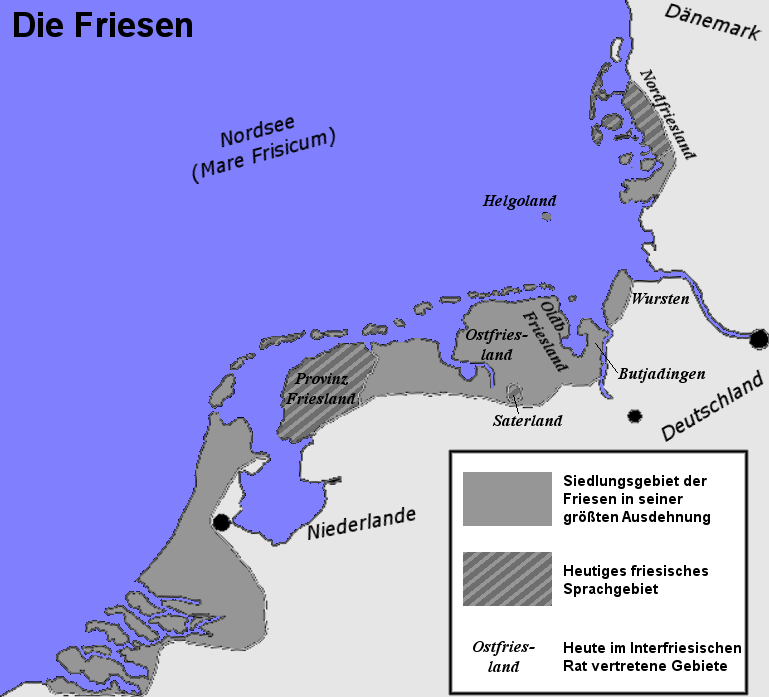
Karta som belyser var frisiska talats historiskt sett

Frisiska (västfrisiska: Frysk, saterfrisiska: Fräisk, nordfrisiska Friisk, Fresk, Freesk, Freesch, Fräisch, Frasch) är ett germanskt språk, eller numera snarare en språkgrupp, lokaliserad till nordsjökusten i Nederländerna och i Tyskland. Språkgruppen omfattar ett standardspråk, vanligtvis bara kallad ”frisiska” (västfrisiska), som talas av cirka 350 000 personer i den nederländska provinsen Fryslân (nederländska: Friesland) samt ett antal fristående dialekter med ett fåtal talare i de tyska förbundsländerna Niedersachsen och Schleswig-Holstein.

## Historia
Under medeltiden och tidigare var fornfrisiskan utbredd längs hela nordsjökusten mellan Rhens och Elbes mynningar samt norr därom i Nordfriesland. Öarna koloniserades av friser under 700-talet och fastlandet av andra friser under 1000-talet. Fornfrisiskan var nära besläktad med fornengelskan (anglo-frisiska språk), men det nära släktskapet syns inte lika tydligt hos de moderna språken. Västfrisiskan har kommit att påverkas starkt av nederländskan, bland annat genom många översättningslån. De nordfrisiska dialekterna har däremot påverkats i betydlig grad av danskan och av lågtyskan samt numera även av högtyskan. Frisiskan har efterhand trängts undan från större delen av sitt utbredningsområde av nederländskan och av lågtyskan alltsedan 1400-talet. Påverkan från frisiska märks dock mer eller mindre än idag hos de lågtyska och nederländska dialekter som har ersatt frisiskan.  
Frisiska är efter lågskotska det engelska språkets närmaste idag levande släkting. Exempel på ordformer är listade under "anglo-frisiska språk".

## Frisiskan i Ostfriesland
Friserna i Ostfriesland talar sedan 1800-talet inte längre frisiska, men har behållit sin kulturella identitet. Saterfriserna i Saterland härstammar från östfriserna. Saterfrisiska talas i vissa samhällen i Saterland i distriktet Cloppenburg, Niedersachsen. Saterfrisiskan är en sista rest av östfrisiskan som tidigare talades i Ostfriesland. 
Wangeroogfrisiskan talades på den ostfrisiska ön Wangerooge fram till 1930-talet, då de sista talarna av Wangeroogfrisiskan på ön dog. I samband med stormfloder i mitten på 1800-talet flyttade många Wangeroogbor till Varel. De sista talarna av Wangeroogfrisiskan i Varel dog på 1950-talet. Därmed räknas språket numera som utdött.

## Frisiska språkgruppen
- "Sydfrisiska"
  - Västfrisiska (Frysk), standardspråk i Fryslân, fler än 350 000 talare
  - Östfrisiska, en historisk dialektgrupp vid nordsjökusten i Groningen och främst i Niedersachsen
    - Saterfrisiska (Seeltersk), cirka 2 000 talare i Saterland
- Nordfrisiska, två dialektgrupper utan standard, tillsammans cirka 9 000 talare i Nordfriesland, Schleswig-Holstein
  - Önordfrisiska
    - Sölring på Sylt, kanske 100 talare kvar
    - Fering-Öömrang (fresk) på Föhr och Amrum
    - Halunder på Helgoland, ett par hundra talare

  - Kustnordfrisiska 
    - Wiiringhiirder freesk
    - Mooring (Böökinghiirder frasch)
    - Gooshiirder fräisch/freesch
    - Halifreesk